# Myauk U
Myauk U (birm. မြောက်‌ဦးမြို့ /mjaʊʔ ú mjo̰/; ang. Mrauk U) – miasto w północnej części stanu Arakan w Mjanmie, stolica okręgu miejskiego Myauk U w dystrykcie Sittwe. W latach 1433–1784 stolica Królestwa Mrauk U, obecnie ważny ośrodek badań archeologicznych – na jego terenie stworzono Strefę Dziedzictwa Kulturowego.

## Toponimia
Najpopularniejsze legendarne wyjaśnienie nazwy Myauk U głosi, że podczas odwiedzin Arakanu król Aśoka spotkał królową-małpę, która ze związku z królem-pawiem urodziła dwa jajka. Aśoka miał wówczas przepowiedzieć, że w miejscu tego spotkania powstanie kiedyś wielkie miasto, które zostanie nazwane Myauk (pol. małpa) U (pol. jajko). Z jaj tych miały się następnie wylęgnąć dwie pięknie dziewczyny wychowywane później przez dwa opiekuńcze naty. Ponieważ pierwotna, arakańska nazwa miasta brzmiała Mrauk U, takie jej wyjaśnienie sugeruje birmańskie pochodzenie legendy – ponieważ Birmańczycy, w odróżnieniu od Arakanów, wymawiają sylaby ra (ရ) i ya (ယ) identycznie (jako ja), wymawiane przez nich Mrauk brzmi rzeczywiście tak samo jak Myauk (słowo oznaczające małpę).
W dawnym języku arakańskim Mrauk U oznaczało Święte Miasto na Północy lub Pierwsze Miasto (Stolicę) na Północy albo też Pierwsze Dokonanie (istnieje legenda wyjaśniająca pochodzenie tej ostatniej nazwy). Nie wiadomo dziś, które z tych znaczeń miał na myśli założyciel miasta – król Min Saw Mon.

## Geografia

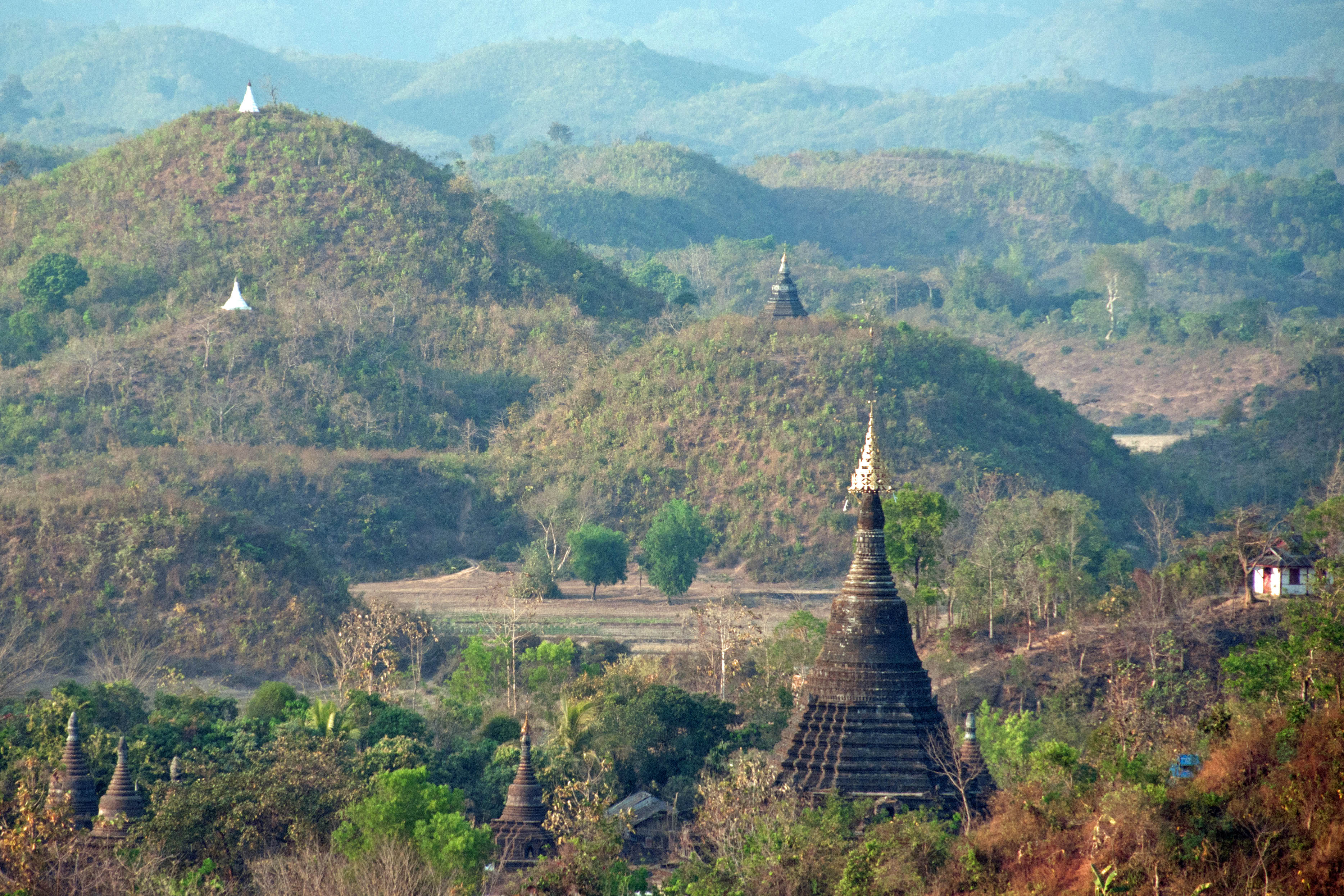
Ukształtowanie terenu okolic Myauk U

### Położenie
Myauk U położone jest na terenie stanu Arakan, około 72 km na północny wschód od jego stolicy Sittwe (ze względu na słabą sieć dróg długość trasy lądowej wynosi ok. 144 km) i około 11 km na wschód od rzeki Kaladan, nad brzegiem jednego z jej mniejszych dopływów – Henkayaw. Miasto zajmuje niewielką wychodnię Gór Arakańskich na terenie równiny aluwialnej rzek Kaladan i Lemro, jego okolica jest więc wyżynna, choć nie brak w niej też bagien, nadrzecznych lasów i jezior. Teren sąsiadujący z miastem od strony zachodniej jest podmokły i poprzecinany licznymi niewielkimi dopływami rzeki Kaladan. Położenie Myauk U między dolinami dwóch głównych rzek Arakanu ułatwiało ich kontrolę. Miasto zajmuje powierzchnię około 30 km².

### Ludność
Ludność Myauk U liczy ok. 20 tys. osób. Brak danych na temat liczebności poszczególnych grup etnicznych i religijnych. Część ludności okolic Myauk U stanowią wyznający islam Rohingja, będący celem ataków o podłożu etnicznym i religijnym.

### Klimat
Według klasyfikacji Köppena-Geigera w Myauk U panuje klimat tropikalny monsunowy (Am) – monsuny wieją od końca maja do połowy października, średni roczny opad deszczu wynosi 4192 mm, a średnia roczna temperatura 26 °C. Gorące i suche lato rozpoczyna się w marcu i kończy w maju. Gorąca i wilgotna pora deszczowa trwa od czerwca do października, a chłodna i sucha pora zimowa od listopada do lutego.
| Miesiąc                          | Sty  | Lut  | Mar  | Kwi  | Maj  | Cze  | Lip  | Sie  | Wrz  | Paź  | Lis  | Gru  | Roczna |
| -------------------------------- | ---- | ---- | ---- | ---- | ---- | ---- | ---- | ---- | ---- | ---- | ---- | ---- | ------ |
| Średnie temperatury w dzień [°C] | 27,3 | 29,2 | 32,1 | 34,5 | 32,8 | 30,6 | 29,9 | 29,7 | 30,6 | 30,9 | 29,5 | 27,3 |        |
| Średnie temperatury w nocy [°C]  | 15,1 | 16,4 | 19,4 | 23,9 | 25,3 | 24,7 | 24,8 | 24,6 | 24,4 | 24   | 21,1 | 16,8 |        |
| Opady [mm]                       | 1    | 15   | 9    | 60   | 344  | 913  | 1265 | 943  | 384  | 169  | 78   | 11   | 4192   |
| Źródło: 2013-09-29               |      |      |      |      |      |      |      |      |      |      |      |      |        |

## Historia
Myauk U założył 20 sierpnia 1430 król Min Saw Mon jako stolicę swojego królestwa, nazywanego odtąd Królestwem Mrauk U. Datę tę wyznaczono na podstawie horoskopów. Chociaż według legend wybór miejsca dla nowej stolicy (którą Myauk U zostało w roku 1433) wskazany był przez serię niezwykłych znaków, w rzeczywistości podyktowany był on jego strategicznym położeniem między dolinami dwóch rzek (Kaladan i Lemro), będących drogami wodnymi łączącymi północny Arakan z Zatoką Bengalską, oraz dobrymi warunkami obronnymi – od północy i południa Myauk U chronione jest przez pasma górskie, a od zachodu przed podmokłe tereny doliny rzeki Kaladan poprzecinane licznymi strumieniami.
Myauk U rozrastało się szybko, przeżywając swoją złotą erę w XVI i XVII w. Portugalski zakonnik Sebastian Manrique szacował w roku 1630 populację stolicy Arakanu na 160 000 osób. Wysoki poziom opadów oraz płaskie ukształtowanie terenu w dolinach rzek sprzyjały uprawie ryżu, sprzedaż nadwyżek którego stała się jednym ze źródeł bogactwa miasta. Kolejnym była odgrywana przez nie rola ważnego ośrodka wymiany handlowej – do miasta zawijały zwłaszcza statki płynące na trasie z Bengalu na Jawę. Dzięki utworzeniu na jego obszarze strefy wolnocłowej przyciągało ono kupców z Hiszpanii, Holandii i Portugalii; Portugalczykom i Holendrom pozwolono na wybudowanie faktorii. Jednym z ważniejszych eksportowanych dóbr były, poza ryżem, słonie. Z tego okresu pochodzą najważniejsze świątynie i stupy Myauk U.
W 1784 r. Arakan został podbity przez Birmańczyków i Myauk U przestało być stolicą niezależnego królestwa. W roku 1825, w konsekwencji pierwszej wojnie brytyjsko-birmańskiej, miasto zostało zajęte wraz z całym Arkanem przez Brytyjczyków. Ze względu na malaryczny klimat w 1826 r. przenieśli oni stolicę Arakanu do Sittwe. Myauk U zaczęło podupadać, a na jego teren zaczęła wdzierać się dżungla. Mieszkańcy Arakanu zaczęli wówczas nazywać je Mrohaung (Starym Miastem). Do oryginalnej nazwy powrócono dopiero w 1979 r.

## Architektura
Na wzgórzu w centrum nowej stolicy znalazł się pałac wraz z towarzyszącymi budynkami. Wszystkie te obiekty umieszczono na wznoszących się na sobie trzech kolejnych tarasach, przy czym na najwyższym znalazły się prawdopodobnie apartamenty królewskie. Pałac wybudowano z lakierowanego i pozłacanego drewna tekowego w stylu typowym dla ówczesnego pałacowego budownictwa birmańskiego. O jego wyglądzie można wnioskować na podstawie przedstawień na reliefach zachowanych w świątyniach królewskich oraz relacji podróżników. Pochodzące z epoki opisy pałacu wspominają o niezwykłym przepychu jego wnętrz i otoczenia. Tarasy zostały otoczone wałem ziemnym oraz fosą, a następnie kolejnymi, zewnętrznymi umocnieniami. Powstałe w ten sposób wewnętrzne miasto zajmowało obszar około 2 km².
Poza miastem wewnętrznym mury nie tworzyły ciągłej linii, a jedynie wypełniały przestrzenie między wzgórzami, na szczytach których wznoszono forty – kształt umocnień nie był więc zdeterminowany przyjętym z góry planem, ale wynikał z ukształtowania terenu. Ponieważ ukształtowanie to było najmniej korzystne od strony wschodniej (płaska dolina rzeki Lemro, do której prowadziły liczne szlaki przez położone na wschodzie grzbiety górskie) i od tej właśnie strony wkraczali najczęściej na teren Arakanu najeźdźcy, wschodnia część umocnień została najsilniej rozbudowana – wzniesiono cztery kamienne mury porozdzielane fosami oraz silne forty na pobliskich wzgórzach. Ponadto, za wschodnią granicą miasta utworzono kilka sztucznych jezior, które stanowiły źródło wody pitnej dla miasta oraz umożliwiały nawadnianie pól w porze suszy, a w przypadku wrogiego najazdu ich wody mogły posłużyć do zalania dolnej części miasta wraz z agresorami (i rzeczywiście w 1547 roku zniszczono w ten sposób wdzierającą się do Myauk U armię). W budowie umocnień pomagali portugalscy najemnicy. Ze względu na powtarzające się najazdy ze strony królestwa Hanthawaddy umocnienia wielokrotnie rozbudowywano tak, że obwód miasta osiągnął około 20 km.
W Myauk U i jego okolicy znajduje się kilkaset budowli o charakterze religijnym, stup i świątyń, z których około 70 uważanych jest za szczególnie ważne. Ponieważ wybudowano je z kamienia (piaskowca), okazały się dużo trwalsze od typowych birmańskich pagód, np. tych z Paganu, wznoszonych z cegieł. Podobnie, trwalsze też były prace rzeźbiarskie wykonane w kamieniu od typowych dla Górnej Birmy rzeźb w miękkim gipsie pokrywającym ceglane ściany. Z architektury islamskiej, za pośrednictwem Indii i Bengalu, budowniczowie Myauk U zaczerpnęli umiejętność budowania kopuł i łuków oraz pokrywania ścian i rzeźb szkliwem. W rozwoju architektury religijnej Myauk U można wyróżnić trzy okresy:

### Okres Pierwszy (1430–1531)
Z pierwszego stulecia istnienia Myauk U zachowało się niewiele obiektów. Świątynie mają typowy dla birmańskiej architektury sakralnej kształt okrągłego dzwonu, a ich konstrukcja oparta jest na ceglanym rdzeniu obłożonym kamiennymi blokami.

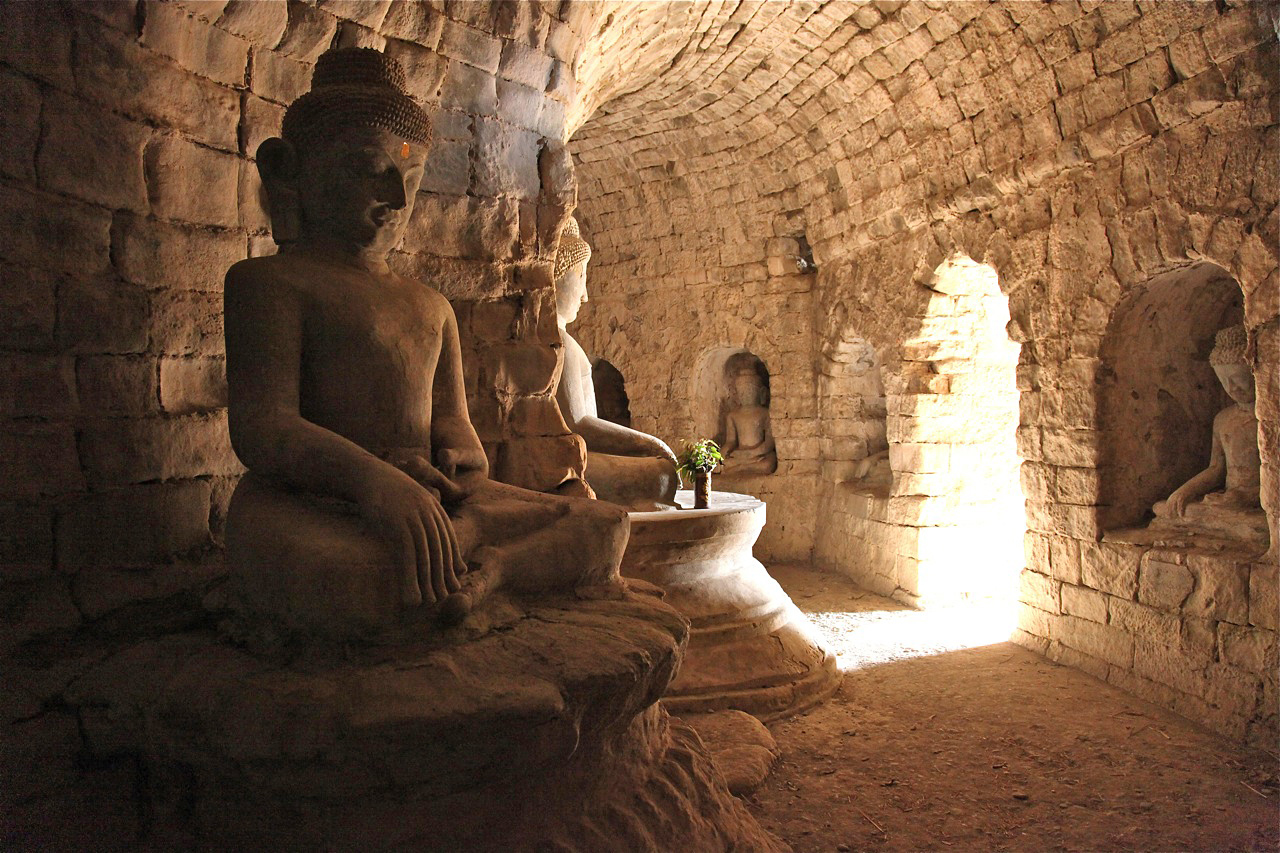
Lemyethna. Widoczny po lewej rdzeń świątyni oraz dwa z ośmiu głównych posągów; po prawej dwa z umieszczonych w niszach.

- Świątynia Lemyethna (birm. လေးမျက်နှာဘုရား /lé mjeʔn̥à pʰəjá/). Była to jedna z pięciu świątyń wzniesionych na polecenie Min Saw Mona w celu zapewnienia pomyślności dla nowo powstałego miasta[13][14]. Wysoka na ponad 21 metrów pagoda zbudowana jest na planie kwadratu. Do jej wnętrza z czterech kierunków świata prowadzą cztery sklepione korytarze, przy czym główne wejście stanowi korytarz wschodni. Wokół ośmiobocznego rdzenia świątyni rozmieszczono osiem posągów Buddy, naprzeciw których znajduje się 20 nisz, w których pierwotnie także znajdowały się wizerunki Buddy. Łączna liczba 28 posągów odzwierciedla buddyjskie wierzenie, iż w kolejnych cyklach czasu pojawia się na ziemi kolejnych 28 Buddów dających wskazówki ludzkości[15].

- Świątynia Mahabodhi Shwegu (birm. မဟာဗောဓိရွှေဂူ /məhà bɔ́dḭ ʃwèɡù pʰəjá/). Wybudowana została przez króla Ba Saw Phyu w drugiej połowie XV w. Budowla ma kształt wysokiego na ok. 9 m dzwonu postawionego na planie ośmiokąta, a jej zwieńczenie ma kształt pąka lotosu. Po stronie wschodniej znajduje się wejście, na ścianach którego znalazły się reliefy przedstawiające wszystkich 31 światów kosmologii buddyjskiej, a także mityczne zwierzęta[f] i sceny z życia Buddy. Wewnątrz znajduje się duży posąg Buddy w pozycji siedzącej, naprzeciw którego, w niszach umieszczono cztery mniejsze posągi. Główny posąg przedstawia prawdopodobnie mającego nadejść Buddę Maitreję, a posągi mniejsze – przeszłych Buddów obecnej ery (Kakusandhę, Konagamanę, Kassapę i Siakjamuniego)[16][17].

### Okres Środkowy (1531 – ok. 1600)
W okresie tym powstały monumentalne obiekty Myauk U. Niektórzy historycy dopuszczają możliwość, że mogły one, poza religijną, pełnić funkcję twierdz, w których chroniła się ludność podczas najazdów.

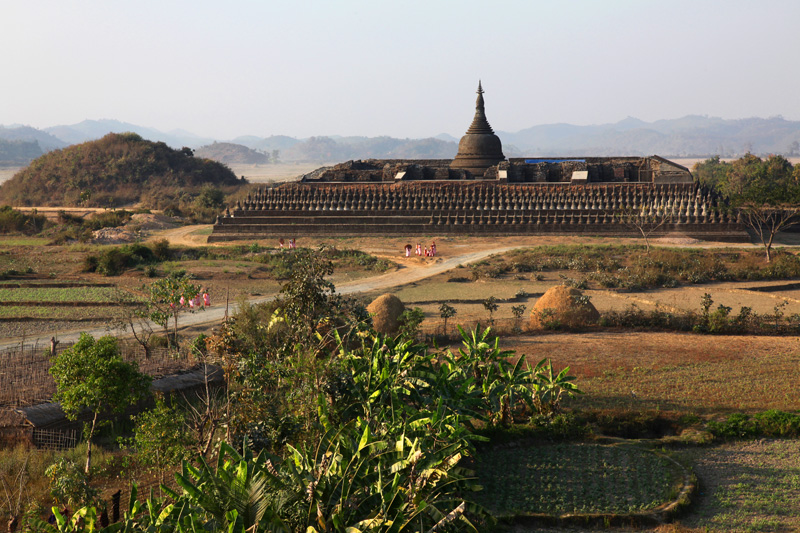
Świątynia Koethaung. Widoczne rzędy małych stup.

- Świątynia Shitthaung (arakan. i birm. ရှစ်သောင်းဘုရား /ʃaɪʔθáʊɴ pʰəɹá/ (arakan.) /ʃɪʔθáʊɴ pʰəjá/ (birm.), pol. Pagoda Osiemdziesięciu Tysięcy). Została ona wybudowana w roku 1536 po podbiciu Bengalu przez króla Min Bina i łączy w sobie cechy buddyjskiej architektury Birmy i Północnych Indii. Do zajmującej szczyt wzgórza platfomy, na której zbudowano świątynię, prowadzą długie schody. Wejście stanowi duży hol umieszczony od strony wschodniej, nad którym znajduje się piętrowy dach. W centrum świątyni znajduje się komora z posągiem Buddy otoczona przez trzy bogato zdobione i wypełnione ponad 80 tysiącami jego posążków korytarze[g]. Na dachu głównego pomieszczenia świątyni umieszczono pięć stup – dużą w centrum i cztery mniejsze w rogach. Na zewnątrz otaczają świątynię rzędy małych stup[19].

- Świątynia Koethaung (birm. ကိုးသောင်းဘုရား /kóðáʊɴ pʰəjá/, pol. Pagoda Dziewięćdziesięciu Tysięcy). Jest to największa spośród świątyń Myauk U, wybudowana na polecenie króla Dikkhy rządzącego w latach 1553–1556. Według kronik jej budowa miała trwać tylko 6 miesięcy tak szybkie tempo wynikało z rad astrologów, którzy twierdzili, że w przeciwnym razie król umrze w ciągu 6 miesięcy od chwili objęcia władzy. Ponieważ zabrakło czasu na ściągnięcie wystarczającej ilości typowego dla Myauk U budulca – piaskowca, świątynie wzniesiono częściowo z cegieł. Okazała się ona przez to mniej trwała od pozostałych. Jednak według legendy zły stan budowli jest skutkiem uderzenia pioruna[20].
Świątynia Koethaung została wzniesiona na planie kwadratu o boku 77 metrów. Budynki umieszczono na pięciu wznoszących się kolejno na sobie tarasach ozdobionych małymi stupami w łącznej liczbie 108. Na szczyt tarasów prowadzą dwupoziomowe schody. Pierwszy poziom prowadzi na otwartą platformę, z której można wejść do dwóch, sklepionych niegdyś, korytarzy (połączonych ze sobą kolejnymi korytarzami); poziom drugi doprowadza do dużego kamiennego posągu Buddy. Na ścianach korytarzy umieszczono ponad 90.000 przedstawień Buddy, czy to w postaci reliefów, czy też posążków. Zgodnie z wytycznymi astrologów pomagających w projektowaniu budowli, wizerunki te są grupowane i ozdabiane w sposób wiążący je z liczbą 9[21].

- Świątynia Andawthein (birm. အံတော်သိမ်ဘုရား /àɴdɔ̀ θèiɴ pʰəjá/). Świątynia ta znajduje się tuż przy północno-zachodnim rogu Shitthaung. Została ona wybudowana za panowania króla Thazaty w latach 1515–1521. Jest miejscem przechowywania pochodzącej z Cejlonu relikwii zęba Buddy. Przed wejściem do sali głównej znajduje się duża sala modlitw. Główna, ośmioboczna sala świątyni obejmuje dwa ośmiokątne korytarze otaczające jej rdzeń. W rdzeniu znajduje się 8 nisz, w których umieszczono wizerunki Buddy. W niszach zewnętrznego korytarza znalazły się 142 wizerunki Buddy, a w korytarzu wewnętrznym – kolejnych 25. W dwóch rogach świątyni znajduje się jeszcze 16 niewielkich kapliczek z wizerunkami Buddy. Nad główną salą świątyni wzniesiono stupę wysokości 12 m, ze zwieńczeniem w kształcie pąka lotosu. Wokół niej, w każdym rogu dachu znalazło się 8 podobnego kształtu, mniejszych stup[22][23].

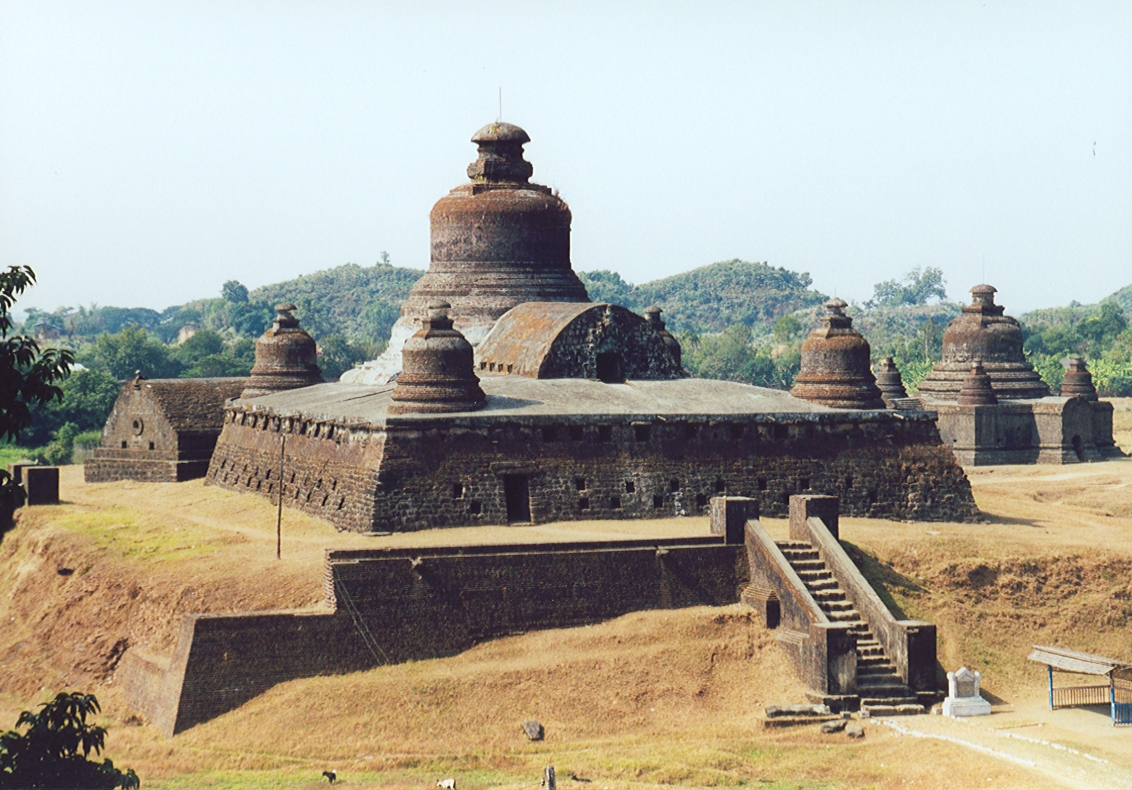
Świątynia Htukkanthein.

- Świątynia Htukkanthein (birm. ဒုက္ခသိမ်းဘုရား). Umieszczona na szczycie wzgórza, z pojedynczym wejściem, masywnymi ścianami i wąskimi oknami jest przykładem świątyni-twierdzy. Została wybudowana w roku 1571 za panowania króla Phalaunga. Na jej dachu znajduje się duża stupa otoczona czterema mniejszymi stupami – wszystkie zwieńczone są koronami w kształcie parasoli (birm. hti). Wejście prowadzi do piętrowego, spiralnego, sklepionego korytarza wiodącego do głównego pomieszczania, w którym znajduje się posąg siedzącego Buddy. O świcie posąg ten oświetlają promienie słońca wpadające przez otwór we wschodniej ścianie. W ścianach korytarza znajdują się nisze, w których umieszczono 179 wizerunków Buddy – wraz z głównym posągiem daje to liczbę 180, uważaną przez birmańskich astrologów za pomyślną. Po obu stronach każdego z mniejszych posągów znajdują się przestawienia świeckich osób będących donatorami świątyni. Są one źródłem informacji o ubiorach i fryzurach (których można się dopatrzyć 64 rodzaje) ówczesnych mieszkańców Myauk U[24][25].

### Okres Późny (ok. 1600–1784)
W okresie tym architektura sakralna Myauk U ponownie zbliża się do wzorców z pozostałych terenów Birmy. Pagody wyrastają z ośmiokątnych, okrągłych lub kwadratowych kilkupiętrowych podstaw, a stupy zwieńczone są żelaznymi, czasem złoconymi, koronami w kształcie parasola (hti). Wyróżniającą cechą tego okresu było dekorowanie ścian płaskimi reliefami, podczas gdy w pozbawionej kamiennego budulca Birmie ściany zdobione były sztukateriami.
- Stupa Ratanapon (birm. ရတနာပုံ /jɛ̀dənàbòʊɴ pʰəjá/, pol. Stos Klejnotów). Stupa ta została wybudowana w 1612 r. na polecenie króla Min Khamaunga i jego głównej żony Shin Htway. Wzniesiono ją z piaskowca na planie okręgu, w kształcie kolejno wznoszących się na sobie okrągłych pięter. Szczyt budowli zawalił się podczas jednego z trzęsień ziemi. W trakcie II wojny światowej duża część stupy została zniszczona przez bombę. Stupa otoczona jest okrągłym murem oraz pierścieniem 24 małych ceglanych stup, które przez wieki pokruszyły się i porosły roślinnością. Platforma stupy wyłożona była niegdyś pokrytymi szkliwem płytkami terakoty z błękitnymi i zielonymi motywami roślinnymi i zwierzęcymi na białym tle. Według legendy stupa kryje w swoim wnętrzu skarb w postaci złota, szlachetnych kamieni i posągów. Z tego powodu wielokrotnie była ona celem rabusiów[27][28].

### Stan obecny
Podstawowym budulcem obiektów o charakterze militarnym i religijnym był w Myauk U kamień spajany specjalną zaprawą, dzięki czemu niektóre z nich dotrwały do dzisiaj we względnie dobrym stanie. W czasach kolonialnych część murów miasta rozebrano, a pozyskany materiał posłużył do budowy portu w Sittwe. Jeśli nie liczyć zniszczeń dokonanych przez bombardowanie podczas II wojny światowej, stupy i świątynie nie były niszczone przez ludzi, a ich często zły stan wynika z działania sił przyrody – monsunowych deszczów i porastającej je roślinności. Inaczej stało się z królewskim pałacem – wybudowany z drewna, kilkukrotnie przebudowywany i remontowany spłonął ostatecznie w roku 1784. Jedynym jego śladem jest otaczający dawny pałac mur oraz kamienne elementy podbudowy.
Począwszy od lat 90. XX w. rozpoczęto renowację zabytkowych obiektów w Myauk U i jego okolicy, jednak prowadzone prace są krytykowane za ich niską jakość. W celu ochrony zabytków utworzono w 1996 r. liczącą 20 km² Strefę Dziedzictwa Kulturowego.

## Transport
Do Myauk U dotrzeć można drogą lądową bądź wodną. Ze względu na zły stan dróg oraz poprzecinanie terenu bardzo licznymi ciekami wodnymi, komunikacja lądowa jest niedogodna. Do czasu pisania artykułu (2013-10) dojazd drogą lądową był też zamknięty dla cudzoziemców. Turyści dolatują samolotem do Sittwe, a następnie docierają do Myauk U drogą wodną, poprzez rzekę Kaladan i jej dopływy. Komunikację tę zapewnia państwowa linia promowa oraz małe prywatne łodzie motorowe.